# Pak Thae-song
Pak Thae-song (Hangul: 박태성; 14 de septiembre de 1955) es un político norcoreano. Fue el presidente de la Asamblea Suprema del Pueblo y vicepresidente del Partido de los Trabajadores de Corea.
El 29 de diciembre de 2024, Pak fue nombrado Premier de Corea del Norte al concluir la reunión general anual de fin de año del Comité Central del Partido de los Trabajadores de Corea, sucediendo así a Kim Tok-hun.